# Nura Farah
Nura Farah, född 15 juni 1979 i Saudiarabien, är en finländsk-somalisk laboratorietekniker och författare.
Nura Farah växte upp i Somalia och Helsingfors. Hon kom 1993 som trettonåring till Finland tillsammans med sin mor och en syster. 
Nura Farah arbetar som laboratorietekniker på Livsmedelssäkerhetsverket (Evira) i Helsingfors. Hon debuterade 2014 med romanen Öknens döttrar. Den är skriven på finska och handlar om en kvinnas uppväxt i Somalia från 1940-talet till 1960-talet. Farah har inspirerats av sin mammas uppväxt i den somaliska öknen och ämnen såsom barnlöshet, bortgiftning och omskärelse är det som hon skriver om.